# Crataegus coleae
Crataegus coleae es una especie de planta del género Crataegus, perteneciente a la familia Rosaceae.

## Taxonomía
Crataegus coleae fue descrita por Charles Sprague Sargent en 1902.

## Distribución
Se encuentra en el territorio de Míchigan.